# 大崎村 (新潟県南魚沼郡)
大崎村（おおさきむら）は、かつて新潟県南魚沼郡にあった村。

## 沿革
- 1889年（明治22年）4月1日 - 町村制施行に伴い南魚沼郡大崎村、柳古新田、海士ケ島新田、穴地新田、穴地村、今町新田が合併し、大崎村が発足。
- 1901年（明治34年）11月1日 - 南魚沼郡水尾村と合併し、大崎村を新設。
- 1956年（昭和31年）4月1日 - 南魚沼郡東村、浦佐村、藪神村と合併し、大和村となり消滅。